# Coccothraustini
Coccothraustini – plemię ptaków z rodziny łuszczakowatych (Fringillidae).

## Występowanie
Plemię obejmuje gatunki występujące w Eurazji, północnej Afryce i Ameryce Północnej.

## Systematyka
Do plemienia zalicza się następujące rodzaje:
- Mycerobas
- Hesperiphona
- Coccothraustes – jedynym przedstawicielem jest Coccothraustes coccothraustes – grubodziób zwyczajny
- Eophona